# L'età verde
L'età verde (titolo orig. 青の時代, Ao no jidai) è un romanzo dello scrittore giapponese Yukio Mishima, scritto nel 1950. Fu pubblicato alla fine dello stesso anno sulla rivista «Shinchō», e in volume nel 1952. Ispirato parzialmente a un reale fatto di cronaca, occorso nel Secondo Dopoguerra in Giappone, narra la storia di uno studente di legge, che morì suicida dopo il fallimento della società finanziaria della quale era presidente.

## Trama
Il giovane studente Makoto Kawaski è il figlio terzogenito di una ricca famiglia borghese di provincia. Nel proprio ambiente, il Giappone dell'immediato Dopoguerra, egli si sente soffocato. Il padre, un affermato medico, gode del riconoscimento sociale ma a casa è un uomo distaccato, che impartisce un'educazione rigida ai figli. 
Il figlio vive l'ambivalenza di un animo sensibile, che cova rancore per un padre autoritario, ma fa esperienza di insuccessi e fallimenti. Gli tocca esser vittima di una truffa, a seguito della quale decide che il modo migliore di sopravvivere all'interno d'un tal sistema sociale sia quello di diventare anch'egli truffatore. A questo scopo, crea una società finanziaria che promette ad ignari e sprovveduti clienti interessi altissimi sui loro versamenti. Interessi che ovviamente non vedranno mai.

## Edizioni italiane
- L'età verde, traduzione di Lydia Origlia, con una nota dell'Autore e una testimonianza di Yasunari Kawabata, Collana Prosa del Novecento, Milano, SE, 1986. - postfazione di Ermanno Krumm, Collana Oscar I gabbiani n.2, Milano, Mondadori, 1991, ISBN 88-04-34360-5; Collana Oscar Classici Moderni n.92, Mondadori, 1994; Collana Testi e Documenti n.127, SE, 2003, ISBN 978-88-771-0896-8.